# Vorotan
Vorotan (armeniska: Որոտան), även Bazarçay eller Bärgüşad (azerbajdzjanska: Bərgüşad), är en flod i Armenien och Azerbajdzjan. Vorotan rinner upp i Azerbajdzjan, kommer strax därefter in i Armenien, där den går en längre sträcka åt sydost innan den åter kommer in i Azerbajdzjan och slutligen mynnar som högerbiflod i Häkäri (Həkəri).